# 吉田鴻司
吉田 鴻司（よしだ こうじ、1918年7月21日 - 2005年10月26日）は、静岡県出身の俳人。本名：鋼二郎。

## 経歴
旧制中学卒。鉄工業を経て角川書店勤務。1937年、嶋田青峰の「土上」に投句。同門の秋元不死男らに指導を受ける。のち「かびれ」「鶴」を経て1958年、角川源義の「河」創刊と同時に参加。1994年、『頃日』により第34回俳人協会賞受賞。代表句に「生るるより烏揚羽の神楽舞ひ」「白鳥の胸を濡らさず争へり」など。境涯性を持ちつつ飄逸味のある句風であった。句集に『神楽舞』『山彦』『頃日』『平生』『吉田鴻司全句集』などがある。2005年10月26日、肺炎により死去。87歳没。門下に平山雄一など。